# Гай Стертиний Ксенофон
Вижте пояснителната страница за други личности с името Стертиний.
Гай Стертиний Ксенофон (на латински: Gaius Stertinius Xenophon) e домашен лекар на римския император Клавдий.

## Биография
Ксенофон произлиза от гръцкия остров Кос в римската провинция Азия, където учи за лекар в Светилището на Асклепий, и след това отива в Рим. Къщата му в Рим се намирала на хълма Целий. Получава римско гражданство и спечелва като лекар, заедно с брат си, 30 милиона сестерции. Като домашен лекар на Клавдий получава годишен хонорар от 500 хил. сестерции.
Ксенофон придружава Клавдий в похода му в Британия и получава военни отличия. През 54 г. вероятно помага на Агрипина в отравянето на Клавдий. След смъртта на Клавдий той се връща на Кос и прави дарения на Светилището на Асклепий.